# Jezioro Czchowskie
Jezioro Czchowskie ist ein Stausee am Dunajec in der polnischen Woiwodschaft Kleinpolen. Flussaufwärts liegt der Stausee Jezioro Rożnowskie. Er liegt in den Beskiden.

## Beschreibung
Hinter der 16 m hohen Staumauer wird das Wasser des Dunajec sowie kleinerer Zuflüsse aufgestaut. Bei Vollstau beinhaltet der Stausee 12 Millionen m³ Wasser. Die Wasserfläche beträgt dann 346 ha und die Uferlänge 23 km.

## Geschichte
Der Beschluss, die Staumauer in Niedzica zu bauen, wurde 1936 gefasst und der Bau 1938 begonnen. Der Stausee wurde schließlich 1948 geflutet. Er wird sowohl als Badesee, als auch Schutzspeicher gegen Überflutungen sowie Wasserkraftwerk genutzt.

## Tourismus
Am Ufer des Sees befinden sich die Burgen, Burg Czchów und Burg Tropsztyn, sowie mehrere Strände und Marinas, in denen Segelboote, Tretboote und Kajaks angebietet werden können.

## Bibliografie
- Zygmunt Kruczek, Jeziora Rożnowskie i Czchowskie – Przewodnik turystyczny, Warszawa-Kraków 1986,  ISBN 83-7005-059-X

## Panorama

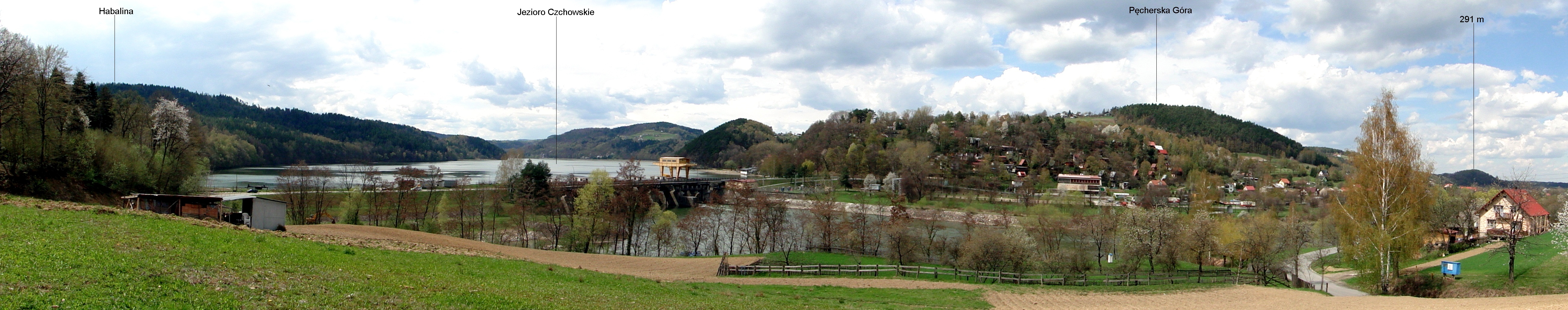
Blick von Czchów